# Khalil al-Khuri
Khalīl al-Khūrī (en arabe : خليل الخوري, né le 28 octobre 1836 à Choueifat et mort le 26 octobre 1907 à Beyrouth) était une figure centrale de la Nahda.
Il était le propriétaire de Hadiqat al-Akhbar (« Le Jardin des nouvelles », 1858–1911), le premier journal arabe à Beyrouth, dont les origines peuvent être identifiées à un groupe de Syriens assemblés au Cercle littéraire Médawar oublié. Citant Jens Hanssen et Hicham Safieddine, il « fut le premier à populariser un sentiment d'identité syrienne. »
Dans les mots de Basiliyus Bawardi, il « croyait qu'une adoption d'un nouveau genre littéraire occidental dans la tradition littéraire arabe traditionnelle fournirait la culture arabe avec des outils pour raviver la langue arabe et créer de nouveaux styles d'expression. » Hadiqat al-Akhbar « fut le premier journal arabe à publier des traductions de fiction narrative occidentale, en particulier des histoires d'amour françaises. » Khuri publia aussi un récit fictif à lui, Wayy, Idhan Lastu bi-Ifranji (« Hélas, je ne suis pas un étranger »), dans Hadiqat al-Akhbar (1859–61). L'activité littéraire du journal « joua un rôle substantiel dans le changement du goût littéraire esthétique, et pava la voie à la naissance d'une fiction narrative arabe authentique. »

## Sources
- (en) Basiliyus Bawardi, « First Steps in Writing Arabic Narrative Fiction », Die Welt des Islams, vol. 48, no 2,‎ 2008 (DOI 10.1163/157006008X335921, lire en ligne)
- (en) Anthony Edwards, « Serializing protestantism: the missionary Miscellany and the Arabic press in 1850s Beirut », British Journal of Middle Eastern Studies, 2020 (DOI 10.1080/13530194.2020.1765141)
- (en) The Clarion of Syria: A Patriot’s Call against the Civil War of 1860, 2019, « Butrus al-Bustani: From Protestant Convert to Ottoman Patriot and Arab Reformer »
- (ar) Fīlīb dī Ṭarrāzī, Tārīkh al-Ṣiḥāfah al-ʽArabīyah, vol. 1, al-Maṭbaʽah al-Adabīyah, 1913 (OCLC 31793402)